# Draba malpighiaceae
Draba malpighiaceae är en korsblommig växtart som beskrevs av Windham och Al-shehbaz. Draba malpighiaceae ingår i släktet drabor, och familjen korsblommiga växter. Inga underarter finns listade i Catalogue of Life.